# Новая Деревня (Свердловская область)
Новая Деревня — деревня в Талицком городском округе Свердловской области, Россия.

## Географическое положение
Деревня Новая Деревня муниципального образования «Талицкого городского округа» Свердловской области находится в 37 километрах (по автотрассе в 51 километрах) к юго-востоку от города Талица, по обоим берегам реки Бутка (правый приток реки Беляковка, бассейн реки Пышма), выше устья реки Ручей Бутка. В окрестностях деревни, в 0,5 километрах к востоку расположен Новодеревенский пруд.

## Население
| 2002 | 2010 | 2021 |
| ---- | ---- | ---- |
| 194  | ↘131 | ↘107 |